# Карл Гессен-Кассельский
Карл Гессен-Кассельский (дат. Carl af Hessen-Kassel; нем. Karl von Hessen-Kassel; 19 декабря 1744 — 17 августа 1836) — принц Гессен-Кассельский, с 1805 года носил титул ландграфа Гессен-Касселя; генерал-фельдмаршал на службе Кристиана VII, короля Дании и Норвегии. Губернатор герцогств Шлезвига и Гольштейна с 1796 года вплоть до своей кончины в 1836 году.

## Биография
Карл родился в Касселе 19 декабря 1744 года. Он был третьим ребёнком Фридриха Гессен-Кассельского от его первого брака с Марией, дочерью короля Великобритании Георга II и Каролины Бранденбург-Ансбахской. Его отец, будущий ландграф Гессен-Касселя (правил с 1760 года до своей смерти в 1785 году), оставил семью в 1747 году и в 1749 году перешёл в католицизм. В 1755 году он официально расторг брак с Марией. Дед Карла, Вильгельм VIII, предоставил графство Ганау и доходы от него во владение Марии и её сыновей.
С 1747 года Карл и его братья, Вильгельм и Фридрих, находились под опекой матери и под влиянием родственников воспитывались в протестантской вере. В 1756 году они переехали в Данию, где Мария заботилась о малолетних детях своей покойной сестры Луизы, скончавшейся в 1751 году. Гессенские принцы росли при королевском дворе и жили во дворце Кристиансборг в Копенгагене. Впоследствии Карл и Фридрих остались в Дании, Вильгельм же вернулся на родину, став следующим после отца ландграфом Гессен-Кассельским.
Военная карьера Карла началась в Дании. В 1758 году он получил звание полковника, в возрасте двадцати лет — генерал-майора, а в 1765 году был поставлен во главе артиллерии. После того, как его кузен Кристиан VII взошёл на престол в 1766 году, Карл был возведён в чин генерал-лейтенанта, назначен командиром королевской охраны и членом тайного совета, а также посвящён в рыцари ордена Слона. В том же году он получил должность генерал-губернатора Норвегии. Эта должность формально сохранялась за ним в течение двух лет до 1768 года. За весь этот период Карл ни разу не посетил Норвегию.
В 1763 году старший брат Карла, Вильгельм, женился на своей кузине, принцессе Вильгельмине Каролине, дочери короля Фредерика V, а 30 августа 1766 года в Кристиансборге Карл обвенчался с её сестрой Луизой, породнившись с королём Кристианом VII, который весьма благоволил своему гессенскому родственнику. Свадьба состоялась, несмотря на возражения в связи с обвинениями Карла в распущенности и дурном влиянии, оказываемом им на короля. Вскоре после свадьбы Карл впал в немилость, и в начале 1767 года он вместе с женой уехал в Ганау к своей матери Марии. Там, в 1767 году, родился их первенец, дочь Мария София, а в 1769 году — сын Вильгельм.
В 1769 году Карл от имени короля Кристиана VII был назначен губернатором герцогств Шлезвига и Гольштейна. Вместе с семьёй он переехал в замок Готторп в Шлезвиге, где в 1771 году родился его третий ребёнок — Фридрих. В 1770 году Кристиан VII подарил своей сестре Луизе, супруге Карла, поместье Тегелхоф в Гюби, располагавшееся между городами Шлезвиг и Эккернфёрде. Там, в период с 1772 по 1776 годы, Карл отстроил летнюю резиденцию, назвав её Луизенлунд в честь своей жены.
В сентябре 1772 года он был назначен верховным главнокомандующим норвежской армии, и вместе с Луизой перебрался в Кристианию. Эта поездка была связана с государственным переворотом, произведённым шведским королём Густавом III, и с перспективой войны с Швецией. Будучи в Норвегии, в 1773 году Луиза родила очередного ребёнка, дочь Юлиану. Хотя в 1774 году Карл отправился назад в Шлезвиг-Гольштейн, он оставался в должности главнокомандующего норвежской армии вплоть до 1814 года. К тому времени, как он вернулся из Норвегии, ему пожаловали звание фельдмаршала.
Во время войны за баварское наследство в 1778-79 годах Карл служил добровольцем в армии прусского короля Фридриха Великого, чем снискал его доверие. В 1788 году в связи с началом русско-шведского конфликта Дания была вынуждена объявить Швеции войну в соответствии с обязательствами по договору с Россией от 1773 года. Карл был поставлен во главе норвежской армии, которая через Бохуслен вторглась в Швецию и одержала победу в битве при Квиструмэльвен. В июле 1789 года при посредничестве Великобритании и Пруссии было заключено перемирие. В ноябре началось отступление назад в Норвегию, в ходе которого из-за голода, болезней, плохих санитарных и погодных условий армия потеряла около 1,5-3 тыс. солдат. Позже Карла критиковали за его руководство кампанией, и хотя он по-прежнему оставался в чине главнокомандующего, он утратил популярность в Норвегии.
В январе 1805 года брат Карла, Вильгельм, передал ему титул ландграфа Гессенского, так как сам он с 1803 года носил титул курфюрста Гессенского. В 1814 году Карл был возведён в чин генерал-фельдмаршала, а в 1817 году стал гранд-командором ордена Данеброг.
В январе 1831 года в замке Готторп умерла его жена Луиза, а 17 августа 1836 года в Луизенлунде скончался и сам Карл. Он был похоронен в Шлезвиге.

## Дети
Дети Карла Гессен-Кассельского и Луизы Датской:
- Мария София Фредерика (20 октября 1767 — 21 марта 1852), была замужем за Фредериком VI, королём Дании и Норвегии;
- Вильгельм (15 января 1769 — 14 июля 1772);
- Фридрих (24 мая 1771 — 24 февраля 1845), был женат на Кларе фон Брокдорфф (морганатический брак);
- Юлиана Луиза Амелия[нем.] (19 января 1773 — 11 марта 1860), аббатиса протестантского монастыря в Итцехо;
- Кристиан[англ.] (14 августа 1776 — 14 ноября 1814);
- Луиза Каролина (28 сентября 1789 — 13 марта 1867), была замужем за Фридрихом Вильгельмом, герцогом Шлезвиг-Гольштейн-Зондербург-Глюксбургским.